# 斯特凡·英德里霍夫斯基
斯特凡·英德里霍夫斯基（波蘭語：Stefan Jędrychowski，1910年5月19日—1996年5月26日），波兰经济学家，政治人物。波兰统一工人党中央政治局委员（1956年－1971年）。

## 生平
1910年5月19日生于华沙。毕业于维尔纽斯大学，后留校任教。1936年加入波兰共产党。1939年9月开始在维尔纽斯从事新闻工作。立陶宛加入苏联后，成为苏联公民，并当选苏联最高苏维埃代表。
1944年，任波兰民族解放委员会驻莫斯科代表。1945年任驻法国代表。此外还任民族解放委员会宣传部部长。1945年至1947年，任航运和外贸部长。1948年加入波兰统一工人党。随后进入中央委员会。
1951年12月至1956年10月，任波兰部长会议副主席。1956年7月至1968年12月，任国家经济计划委员会主席。1956年10月21日当选政治局委员，负责经济工作。1968年12月至1971年12月，任外交部长。1971年12月不再担任政治局委员。1971年至1974年，任财政部长。1974年至1978年，任波兰驻匈牙利大使。
1957年4月，主持筹备成立波中友好协会，并任主席。1996年5月26日逝世。

## 著作
- 英德里霍夫斯基. . 由于欣; 周晴翻译. 北京: 世界知识出版社. 1984年5月.